# Lewiston (Michigan)
Lewiston is een plaats (census-designated place) in de Amerikaanse staat Michigan, en valt bestuurlijk gezien onder Montmorency County.

## Demografie
Bij de volkstelling in 2000 werd het aantal inwoners vastgesteld op 990.

## Geografie
Volgens het United States Census Bureau beslaat de plaats een oppervlakte van
22,2 km², waarvan 13,7 km² land en 8,5 km² water. Lewiston ligt op ongeveer 379 m boven zeeniveau.

## Plaatsen in de nabije omgeving
De onderstaande figuur toont nabijgelegen plaatsen in een straal van 36 km rond Lewiston.